# Robert-Koch-Gymnasium (Berlin)
Das Robert-Koch-Gymnasium (auch Robert-Koch-Oberschule) im Graefekiez ist ein öffentliches Gymnasium im Berliner Ortsteil Kreuzberg im Bezirk Friedrichshain-Kreuzberg.

## Geschichte

### Schule
Die Robert-Koch-Oberschule entstand 1945, als die Litzmann-Schule in der Schleiermacherstraße 23 (das heutige Leibniz-Gymnasium) in Robert-Koch-Schule umbenannt wurde. Ab 1946 trug nur der mathematisch-naturwissenschaftliche Zug den Namen Robert-Koch-Schule und zog 1950 in die Dieffenbachstraße um.
2015 geriet die Schule mit der Klassenfahrt einer 15-köpfigen Schülergruppe nach New York in die Schlagzeilen, die für die öffentlichen Kassen mit über 30.000 € zu Buche schlug.

### Gebäude
Das Gebäude in der Dieffenbachstraße wurde 1875 als Doppelschule am Urban errichtet. Es gehört als Teil der Gesamtanlage des Gebäudekomplexes Schulbauten und ehemaliges Standesamt (zwischen der Böckhstraße 9–10 und der Dieffenbachstraße) zu einem denkmalgeschützten Ensemble. Bis 1933 beherbergte es die 83. Gemeindeschule für Knaben und die 93. Gemeindeschule für Mädchen. In der Zeit des Nationalsozialismus wurde die Schule 1939 zur Carl-Michaelis-Oberrealschule umbenannt und um eine Turnhalle erweitert. 

Zum Ende des Zweiten Weltkrieges wurde die Turnhalle 1945 durch die Luftangriffe der Alliierten auf Berlin bereits wieder zerstört. 1950 bezog die Robert-Koch-Oberschule das Gebäude. Die Turnhalle wurde nicht wieder aufgebaut, sondern 1951 durch einen Kinderhort ersetzt. 1965 kam ein Geräteschuppen hinzu.

## Besonderheiten
Zu den ergänzenden Fächern, die ins Abitur gehören sind darstellendes Spiel und Philosophie. Außerdem ist das Robert-Koch-Gymnasium ein Mitglied im Netzwerk: Migranten werden Lehrer. Die Schule besitzt eine Cafeteria. Das Betriebspraktikum ist erst ab der neunten Klasse. Bei Problemen kann man bei der Schulsozialarbeit vorbeischauen. Zur Sozialarbeit gehört die Organisation eines Elterncafés. Die Schule besitzt zwei Schulgebäude.

## Ehemalige Schülerinnen und Schüler
- Martin Eichhorn (* 1969), deutscher Autor und Deeskalationstrainer
- Hatun Sürücü (1982–2005),  Deutsch-Kurdin, die einem sogenannten Ehrenmord zum Opfer fiel
- Lena Lauzemis (* 1983), deutsche Schauspielerin

## Profil
Das Robert-Koch-Gymnasium besitzt reduzierte Klassengrößen, PCs und Internetzugänge, koedukativen Sportunterricht in allen Klassenstufen und keinen Ganztagsbetrieb, Französisch für Anfänger als zweite Fremdsprache, Türkisch für Muttersprachler als zweite Fremdsprache, Spanisch für Anfänger als zweite Fremdsprache ab Klasse 7, ein spezielles Sprachbildungskonzept für Schülerinnen und Schüler mit Migrationshintergrund, Darstellendes Spiel (Theater) bereits ab Klassenstufe 10 als Wahlpflichtfach und Sport. Und Philosophie als mögliche weitere Prüfungsfächer im Abitur.
Das Robert-Koch-Gymnasium bietet Klassenfahrten und Exkursionen ins In- und Ausland, Theateraufführungen, Kunstprojekte und Ausstellungen in Berliner Galerien, einen Chor und den Robert-Koch-Club.
Das Robert-Koch-Gymnasium kooperiert mit dem Projekt Jugendwohnen im Kiez und dem Türkischen Elternverein Berlin-Brandenburg, letztere zur Unterstützung der Lernförderung, durch die Bayer – Schulförderung und den Fonds der Chemischen Industrie im naturwissenschaftlichen Bereich und durch die Cafeteria.